# 조엘 캠벨
조엘 너새니얼 캠벨 새뮤얼스(스페인어: Joel Nathaniel Campbell Samuels, 1992년 6월 26일 ~ )은 코스타리카의 축구 선수이며, 포지션은 공격수와 윙어이다. 현재 코스타리카 프리메라 디비시온의 알라후엘렌세 소속으로 뛰고 있다.

## 경력
- 2011년 CONCACAF 골드컵 국가대표
- 2011년 코파 아메리카 국가대표
- 2014년 FIFA 월드컵 국가대표
- 2015년 CONCACAF 골드컵 국가대표
- 코파 아메리카 센테나리오 국가대표
- 2017년 CONCACAF 골드컵 국가대표
- 2018년 FIFA 월드컵 국가대표
- 2019년 CONCACAF 골드컵 국가대표
- 2021년 CONCACAF 골드컵 국가대표
- 2022년 FIFA 월드컵 국가대표

## 수상
개인
- 2011년 코파 아메리카 맨 오브 더 매치 : vs. 볼리비아 (조별리그)
- 2014년 FIFA 월드컵 맨 오브 더 매치 : vs. 우루과이 (조별리그)

## 같이 보기
- A매치 100경기 이상 출전한 축구 선수 명단